# 罗尔·邓
羅爾·阿朱·鄧格，OBE（英語：Luol Ajou Deng，1985年4月16日—），退役篮球运动员，出生于苏丹瓦烏，现持有南苏丹和英国双重国籍，曾代表英國國家男子籃球隊出战奥运会。曾在NBA征战15个赛季，其中九个半赛季效力于芝加哥公牛队，期间两度入选全明星赛、一次入选最佳防守陣容二队，在场上主要位置为小前锋。退役后，担任南苏丹篮球协会主席、南苏丹男子篮球国家队主教练。在球场之外，他投入了大量精力和资源，用于非洲、南苏丹、英国篮球的整体发展，以及其他诸多人道主义项目，曾获得联合国难民署颁发的人道主义奖和NBA颁发的肯尼迪公民奖。

## 早年生活
1985年，羅爾·鄧格出生于苏丹，当时该国正陷入内战。他的父亲阿尔多（Aldo）是一位政治人物，曾任苏丹国会议员、交通部长。在父亲的安排下，羅爾·鄧格三岁时就跟母亲和其他八个兄弟姐妹一起离开了内战中的祖国，到埃及避难，居住在亞歷山卓。父亲本人则留在喀土穆，一年后因奥马尔·巴希尔发动政变而被捕入狱。羅爾·鄧格八岁时，父亲设法离开了苏丹，并帮全家人取得了英国的政治庇護，举家搬迁至南諾伍德定居。
少年时期的羅爾·鄧格在足球场和篮球场上都展现出天赋，最终将重心集中在篮球上，为布里克斯顿夺魁猫队打球。在那里，他得到一位美国球探的青睐，获得了新泽西州布莱尔学院的高中篮球奖学金。14岁的羅爾·鄧格只身前往美国接受教育和训练。高四时，他场均23分、10篮板、6助攻，被认为是全美第二优秀的高中生球员，仅次于勒布朗·詹姆斯。
与詹姆斯不同的是，鄧格没有选择直接进入NBA，而是决定进入篮球名校杜克大学。大一赛季，鄧格上场37次，场均15.1分、6.1个篮板（均为全队第二），力助球队在2004年NCAA锦标赛中打入四强，本人入选ACC联盟最佳阵容三队、全票当选ACC联盟最佳大一球员。

## 职业生涯

### 青春风暴
在杜克打了一年球后，丹恩参加了2004年NBA选秀，被菲尼克斯太阳队在第一轮第7顺位选中，随后立即被交易去了芝加哥公牛队。2004-05赛季，鄧格与埃迪·库里、泰森·钱德勒、柯克·辛里奇、本·戈登等一起掀起青春风暴，帮助公牛队自1998年公牛王朝结束后首次重返季后赛。丹恩与队友戈登携手入选NBA最佳新秀陣容一隊，却因为右手腕韧带撕裂缺席了最后11场常规赛和整个季后赛。
2005-06赛季，鄧格的數據有所提升，并首次在季后赛中登场。公牛队首轮2比4不敌当季总冠军迈阿密热火。2006-07赛季，丹恩持续进步，打滿82场，是本·戈登之后球队的第二得分点。球队季后赛首轮4比0横扫热火复仇，次轮2比4不敌底特律活塞。鄧格在整个季后赛中场均22.2分，是全队的第一得分手。这一年他还获得了。
2007-08赛季开始前，公牛希望与鄧格提前续约，但鄧格拒绝了球队开出的五年5750万美元合同。鄧格和戈登都未能提前续约，再加上被拿去打包交易科比·布莱恩特的流言不断，公牛的戰績较上一年大幅下降，跌出季後賽。鄧格受到伤病困扰，包括因左脚跟腱炎而缺席了16场比赛，但还是在赛季结束后收获了满意的合同，与公牛队以六年7100万美元续约。

### 明星表现
2008-09赛季，鄧格因右腿胫骨应力性骨折，缺席了最后22场常规赛和整个季后赛。2009-10赛季，鄧格场均得分回升，成为德里克·罗斯之外的球队第二得分点。球队季后赛首轮不敌詹姆斯带领的克利夫兰骑士。
2010-11赛季，在新任主帅湯姆·錫伯杜的执教下，公牛队迎来了大爆发：球队62胜20负高居联盟第一，防守效率联盟第一，罗斯荣获MVP。鄧格从这一年开始更多地投射三分球，常规赛命中三分球数比过去六个赛季的总和还要多。季后赛，公牛队闯入东部决赛，最终憾负于詹姆斯、德维恩·韦德、克里斯·波什联手领衔的迈阿密热火。
2011-12赛季，NBA常规赛因停摆而缩减至66场。揭幕战暨圣诞大战，鄧格用一记封盖终结了科比·布莱恩特的压哨投篮，开始了自己荣誉大丰收的一季。尽管罗斯缺席了超过40%的比赛，但公牛还是以50胜16负的成绩蝉联联盟第一。鄧格场均出场39.4分钟，为全联盟最高。凭借攻防两端的表现，鄧格入选了全明星赛和最佳防守陣容第二隊。但在季后赛中，随着罗斯和诺阿接连报销，公牛队2比4不敌费城76人队，遭遇黑八。
2012-13赛季，罗斯缺席了整个赛季，鄧格成为球队得分王，连续第二年入选全明星赛、场均出场时间联盟第一。但在季后赛首轮第五场比赛后，鄧格出现了疑似流感的症状，被送往医院接受脊椎穿刺，检查是否患有病毒性脑膜炎。然而，手术导致了脑脊液渗漏等併發症，使他短期内暴瘦15磅，缺席了后续的比赛。

### 辗转四方
2013-14赛季是公牛与鄧格六年合同的最后一年。由于双方无法就提前续约达成一致，球队在赛季中途将其送往克利夫兰骑士，换来安德鲁·拜纳姆和三個選秀權。赛季结束后，鄧格没有与骑士队续约，而是与迈阿密热火队签约兩年。2015-16賽季，在球队得分王波什因血栓而赛季报销后，鄧格在季后赛中改任首发大前锋。首轮对阵夏洛特黄蜂队，他与韦德并列为球队得分王，帮助球队抢七取胜。但在第二轮中，鄧格场均只得到7.6分，球队抢七憾负于多伦多猛龙队。
2016年夏天，丹恩與湖人隊簽下4年7200萬美元合同的大额合同。2016-17赛季中途，球队的管理层大换血，新管理层改变了发展计划，着重培养布兰登·英格拉姆、德安杰洛·拉塞尔等多位年轻球员，鄧格从首发降为替补，最后22场比赛则未能出场。2017-18赛季，鄧格仅在揭幕战中替补登场，此后与球队主帅卢克·沃顿达成共识，此后仍然随队训练，但比赛时待在更衣室里而不是板凳席上。2018-19赛季开始前，鄧格與洛杉磯湖人達成合同買斷協議。随后他與明尼蘇達灰狼達成1年240万美元合同，再度與湯姆·錫伯杜合作，但整个赛季只出场了22次。
2019-20赛季开始前，丹恩與老東家公牛隊簽下为期一天的合同，以公牛队员的身份退役。退役庆典于2019年11月20日公牛主场对阵活塞的比赛夜举行，以便当时身为活塞队球员的罗斯到场。

## 国家队
青少年时期，丹恩在英国长大，曾入选英格兰青年代表队。2006年10月，丹恩在克羅伊登正式取得英国国籍，取得代表英国男篮征战国际赛事的资格。2007年，他参加了欧锦赛B组的比赛，带领英国队挺进A组。2011年，他首次代表英国队参加欧锦赛决赛圈，2胜3负，获第13名。2012年，他代表英国队参加在本土举办的奥运会，1胜4负，获第9名。因为对英国篮球的贡献，他于2021年荣获大英帝国官佐勋章。

## 退役后
2019年11月，罗尔·邓退役后，回到刚独立八年的南苏丹，获选为南苏丹篮球协会主席。在任期间，他亲自出任南苏丹男子篮球国家队的主教练，带领球队第一次打进非洲杯。之后又聘请NBA布鲁克林篮网队助教罗耶尔·埃维出任球队主教练，帮助南苏丹首次参加2023年世界杯预选赛就成功闯入决赛圈。2023年9月2日，南蘇丹擊敗安哥拉，拿下非洲區唯一一張，也是隊史首張奧運門票（2024巴黎奧運參賽資格）。

## 个人生活
丹恩一家在埃及避难时，在NBA效力的苏丹球员马努特·波尔曾来到埃及，与苏丹难民们共度了一个月，教会了丹恩的哥哥和其他孩子打篮球，以便他们去教更小的孩子。丹恩深受这段经历的影响，在自己取得成功后也投入了大量精力去回馈和帮助社群。他常常利用夏天的休赛期，去非洲举办面向青少年的篮球训练营，后来又与篮球无国界合作举办训练营。他参加了三届NBA非洲赛，两度担任队长。退役后，他成为非洲篮球联盟（BAL）的全球大使，也是NBA非洲（NBA Africa）的投资人。他还创立了鄧格训练营，为英国的年轻球员，以及身在美国、澳大利亚的苏丹裔年轻球员提供培训。在篮球之外，他还参与了许多人道主义活动，如汇聚欧洲的南苏丹裔医生回到祖国的乡村开展治疗。2008年，丹恩荣获联合国难民署颁发的年度人道主义奖。2014年，荣获NBA颁发的肯尼迪公民奖。
进入NBA以来，邓就一直在投资房地产，并成立了“D3N9”私募基金。2019年，他积累的投资组合——包括酒店、度假村、公寓和公寓楼——估计价值1.25亿美元。

## NBA數據

### 常规賽场均數據
| 赛季     | 球队         | 出賽 | 首發 | 上場時間 (分钟) | 投籃 命中率 | 三分球 命中率 | 罰球 命中率 | 籃板 | 助攻 | 抢断 | 盖帽 | 得分 |
| -------- | ------------ | ---- | ---- | --------------- | ----------- | ------------- | ----------- | ---- | ---- | ---- | ---- | ---- |
| 2004–05  | 芝加哥公牛   | 61   | 45   | 27.3            | 43.4%       | 26.5%         | 74.1%       | 5.3  | 2.2  | 0.8  | 0.4  | 11.7 |
| 2005–06  | 芝加哥公牛   | 78   | 56   | 33.4            | 46.3%       | 26.9%         | 75.0%       | 6.6  | 1.9  | 0.9  | 0.6  | 14.3 |
| 2006–07  | 芝加哥公牛   | 82   | 82   | 37.5            | 51.7%       | 14.3%         | 77.7%       | 7.1  | 2.5  | 1.2  | 0.6  | 18.8 |
| 2007–08  | 芝加哥公牛   | 63   | 59   | 33.8            | 47.9%       | 36.4%         | 77.0%       | 6.3  | 2.5  | 0.9  | 0.5  | 17.0 |
| 2008–09  | 芝加哥公牛   | 49   | 46   | 34.0            | 44.8%       | 40.0%         | 79.6%       | 6.0  | 1.9  | 1.2  | 0.5  | 14.1 |
| 2009–10  | 芝加哥公牛   | 70   | 69   | 37.9            | 46.6%       | 38.6%         | 76.4%       | 7.3  | 2.0  | 0.9  | 0.9  | 17.6 |
| 2010–11  | 芝加哥公牛   | 82   | 82   | 39.1            | 46.0%       | 34.5%         | 75.3%       | 5.8  | 2.8  | 1.0  | 0.6  | 17.4 |
| 2011–12  | 芝加哥公牛   | 54   | 54   | 39.4            | 41.2%       | 36.7%         | 77.0%       | 6.5  | 2.9  | 1.0  | 0.7  | 15.3 |
| 2012–13  | 芝加哥公牛   | 75   | 75   | 38.7            | 42.6%       | 32.2%         | 81.6%       | 6.3  | 3.0  | 1.1  | 0.4  | 16.5 |
| 2013–14  | 芝加哥公牛   | 23   | 23   | 37.4            | 45.2%       | 27.4%         | 81.5%       | 6.9  | 3.7  | 1.0  | 0.2  | 19.0 |
| 2013–14  | 克里夫兰骑士 | 40   | 40   | 33.8            | 41.7%       | 31.5%         | 77.1%       | 5.1  | 2.5  | 1.0  | 0.1  | 14.3 |
| 2014–15  | 邁阿密熱火   | 72   | 72   | 33.6            | 46.9%       | 35.5%         | 76.1%       | 5.2  | 1.9  | 0.9  | 0.3  | 14.0 |
| 2015–16  | 邁阿密熱火   | 74   | 73   | 32.4            | 45.5%       | 34.4%         | 75.5%       | 6.0  | 1.9  | 1.0  | 0.4  | 12.3 |
| 2016–17  | 洛杉磯湖人   | 56   | 49   | 26.5            | 38.7%       | 30.9%         | 73.0%       | 5.3  | 1.3  | 0.9  | 0.4  | 7.6  |
| 2017–18  | 洛杉磯湖人   | 1    | 1    | 13.0            | 50.0%       | -             | -           | 0.0  | 1.0  | 1.0  | 0.0  | 2.0  |
| 2018–19  | 明尼蘇達灰狼 | 22   | 2    | 17.8            | 50.0%       | 31.8%         | 71.4%       | 3.3  | 0.8  | 0.7  | 0.4  | 7.1  |
| 职业生涯 | 职业生涯     | 902  | 828  | 34.3            | 45.6%       | 33.2%         | 76.9%       | 6.1  | 2.3  | 1.0  | 0.5  | 14.8 |

### 季後賽场均數據
| 赛季     | 球队       | 出賽 | 首發 | 上場時間 (分钟) | 投籃 命中率 | 三分球 命中率 | 罰球 命中率 | 籃板 | 助攻 | 抢断 | 盖帽 | 得分 |
| -------- | ---------- | ---- | ---- | --------------- | ----------- | ------------- | ----------- | ---- | ---- | ---- | ---- | ---- |
| 2005-06  | 芝加哥公牛 | 6    | 0    | 30.0            | 42.9%       | 20.0%         | 57.1%       | 4.8  | 0.5  | 0.8  | 0.7  | 10.2 |
| 2006-07  | 芝加哥公牛 | 10   | 10   | 41.0            | 52.4%       | 0.0%          | 80.7%       | 8.7  | 2.4  | 1.0  | 0.7  | 22.2 |
| 2009-10  | 芝加哥公牛 | 5    | 5    | 40.6            | 46.3%       | 8.3%          | 73.1%       | 5.0  | 1.4  | 1.2  | 0.8  | 18.8 |
| 2010-11  | 芝加哥公牛 | 16   | 16   | 42.9            | 42.6%       | 32.4%         | 83.9%       | 6.6  | 2.7  | 1.5  | 0.6  | 16.9 |
| 2011-12  | 芝加哥公牛 | 6    | 6    | 38.0            | 45.6%       | 36.4%         | 57.1%       | 8.3  | 1.5  | 0.8  | 1.5  | 14.0 |
| 2012-13  | 芝加哥公牛 | 5    | 5    | 44.8            | 38.1%       | 5.6%          | 40.0%       | 7.6  | 3.8  | 1.0  | 0.6  | 13.8 |
| 2015-16  | 邁阿密熱火 | 14   | 14   | 35.4            | 47.1%       | 42.1%         | 84.2%       | 5.9  | 1.6  | 0.9  | 0.6  | 13.3 |
| 职业生涯 | 职业生涯   | 62   | 56   | 39.1            | 45.5%       | 31.1%         | 76.5%       | 6.7  | 2.0  | 1.1  | 0.7  | 15.9 |